# Angraecum mofakoko
Angraecum mofakoko är en orkidéart som beskrevs av De Wild. Angraecum mofakoko ingår i släktet Angraecum och familjen orkidéer.
Artens utbredningsområde är Kongo-Kinshasa. Inga underarter finns listade i Catalogue of Life.